# Wilson Fittipaldi
Pour les autres membres de la famille, voir Fittipaldi.
Wilson Fittipaldi Junior, né le 25 décembre 1943 à São Paulo et mort le 23 février 2024 dans la même ville, est un pilote automobile brésilien.
Il est le directeur et fondateur de l'écurie Copersucar, où se trouvait son frère cadet, le double champion Emerson Fittipaldi. Il court à la même époque qu'Emerson, mais n'a pas la même réussite que ce dernier, hormis plusieurs succès en courses d'endurance dans son pays durant les années 1960 (et une réussite avec son fils Christian Fittipaldi aux 1 000 milles d'Interlagos en 1994, ainsi que l'année suivante avec l'Autrichien Franz Konrad).

## Carrière

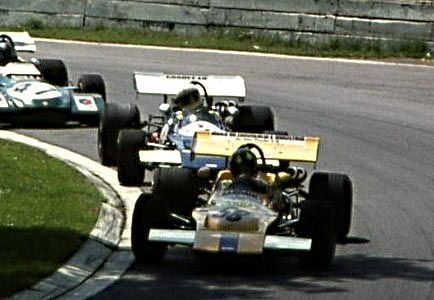
Wilson Fittipaldi en Formule 2 à Crystal Place.

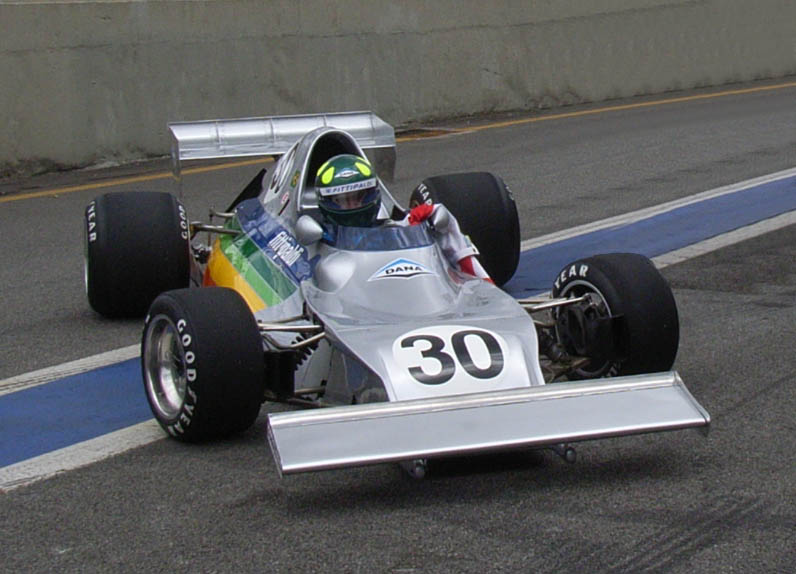
Wilson Fittipaldi sur la Copersucar FD01 à Interlagos en 2007.

En 1966, Wilson Fittipaldi fait une brève apparition en Europe en Formule Vee mais des conflits avec son écurie le font rentrer au Brésil. En 1970, il apparaît à l'école d'entraînement automobile de Jim Russell et participe au championnat britannique de Formule 3 au volant d'une Lotus 59. À divers moments du championnat, il concurrence Niki Lauda ou James Hunt. Grâce à quelques bons résultats, notamment dans la dernière partie du championnat, et deux victoires hors-championnat, Wilson part en championnat européen de Formule 2 en 1971. Il y fait de très bons résultats avec son frère Emerson dans l'écurie Bardhal-Fittipaldi avec, comme voitures, une Lotus et une March. Sa deuxième place à Vallelunga, derrière le Français François Cevert lui permet d'obtenir un volant en Formule 1 pour la saison 1972 avec l'écurie Brabham en tant que pilote privé.
Son premier Grand Prix se déroule chez lui, au Brésil. Au volant de la Brabham BT43, il termine à la troisième place ; cette performance ne reflète pas l'ensemble de la saison, car il n'arrivera plus à entrer dans les points au cours de la saison, son meilleur résultat étant une septième place. La saison 1973 reste la meilleure de la carrière de Wilson Fittipaldi en Formule 1 : dès le premier Grand Prix, en Argentine, il inscrit son premier point en championnat en se classant sixième. À Monaco, alors qu'il est en mesure de monter pour la première fois sur le podium avec Emerson, il abandonne sur problème d'alimentation à sept tours de la fin. Il faut attendre la onzième course, en Allemagne, pour voir la présence de Wilson dans les points avec la cinquième place sur la peu fiable BT42. 
En 1974, il ne court pas en Formule 1 et se consacre à la création d'une écurie brésilienne de Formule 1, Copersucar-Fittipaldi. Pilote pour l'écurie en 1975, il raccroche les gants l'année suivante pour devenir directeur de l'écurie où son frère Emerson le remplace pour piloter la voiture. Après quelques bons résultats (Emerson termine cinq fois en quatrième position sur toute l'existence de Copersucar) et des contre-performances entre 1975 et 1977, Emerson se classe second du Brésil et permet à Copersucar de monter pour la seule fois sur le podium. En 1980, l'écurie est rebaptisée Fittipaldi Automotive. Grâce à Keke Rosberg et Emerson Fittipaldi, l'écurie monte deux fois sur le podium. Après trois saisons, Wilson met un terme définitif à l'aventure.
Wilson Fittipaldi a un fils, Christian Fittipaldi, pilote en Formule 1 en 1993. Il est notamment connu pour son accrochage avec son coéquipier Pierluigi Martini qui provoqua un incroyable looping à Monza en franchissant la ligne d'arrivée.

## Résultats en championnat du monde de Formule 1
| Saison | Écurie                        | Châssis        | Moteur      | Pneus    | GP disputés | Points inscrits | Classement |
| ------ | ----------------------------- | -------------- | ----------- | -------- | ----------- | --------------- | ---------- |
| 1972   | Motor Racing Developments Ltd | BT33 BT44      | Cosworth V8 | Goodyear | 10          | 0               | n.c.       |
| 1973   | Motor Racing Developments Ltd | BT37 BT42      | Cosworth V8 | Goodyear | 15          | 3               | 15e        |
| 1975   | Copersucar-Fittipaldi         | FD01 FD02 FD03 | Cosworth V8 | Goodyear | 10          | 0               | n.c.       |

| 1972          | Motor Racing Developments | Brabham BT33    | Ford Cosworth DFV V8 | ARG      | RSA      | ESP 7    | MON 9    |          |        |          |        |          |          |          |          |          |        |        | NC  | 0 |
| 1972          | Motor Racing Developments | Brabham BT34    | Ford Cosworth DFV V8 |          |          |          |          | BEL Abd. | FRA 8  | GBR 12   | GER 7  | AUT Abd. | ITA Abd. | CAN Abd. | USA Abd. |          |        |        | NC  | 0 |
| 1973          | Motor Racing Developments | Brabham BT37    | Ford Cosworth DFV V8 | ARG 6    | BRA Abd. | RSA Abd. |          |          |        |          |        |          |          |          |          |          |        |        | 15e | 3 |
| 1973          | Motor Racing Developments | Brabham BT42    | Ford Cosworth DFV V8 |          |          |          | ESP 10   | BEL Abd. | MON 11 | SWE Abd. | FRA 16 | GBR Abd. | NED Abd. | GER 5    | AUT Abd. | ITA Abd. | CAN 11 | USA NC | 15e | 3 |
| 1975          | Copersucar                | Fittipaldi FD01 | Ford Cosworth DFV V8 | ARG Abd. |          |          |          |          |        |          |        |          |          |          |          |          |        |        | NC  | 0 |
| 1975          | Copersucar                | Fittipaldi FD02 | Ford Cosworth DFV V8 |          | BRA 13   | RSA Nq   | ESP Abd. | MON Nq   | BEL 12 | SWE 17   |        |          |          |          |          |          |        |        | NC  | 0 |
| 1975          | Copersucar                | Fittipaldi FD03 | Ford Cosworth DFV V8 |          |          |          |          |          |        |          | NED 11 | FRA Abd. | GBR 19   | GER Abd. | AUT Np   | ITA      | USA 10 |        | NC  | 0 |
| Légende : ici |                           |                 |                      |          |          |          |          |          |        |          |        |          |          |          |          |          |        |        |     |   |